# Партизанин (село)
Вижте пояснителната страница за други значения на Партизанин.
Партизанин е село в Южна България. То се намира в община Братя Даскалови, област Стара Загора. Името на селото до 1966 година е Омурово. Населението му е около 531 души (15 март 2024).

## География
Селото се намира на 184 метра надморска височина в североизточния край на Пазарджишко-Пловдивското поле, на 7 километра югоизточно от Братя Даскалови и на 8 километра северозападно от Чирпан. През селото минава носещата неговото име Омуровска река, приток на река Марица.
На около 2 километра югозападно от селото се намира карстовият извор Халка Бунар (164 л/сек).

## История
В близост до карстовия извор Халка бунар са открити останки от тракийско селище от IV-III век пр. Хр.

## Управление
На изборите през 2019 година с 95% от гласовете за кмет е избран единственият кандидат Ганчо Танев (Политическо движение „Социалдемократи“).

## Култура
На Великден се провежда общоселски събор.